# Peder Aadnes

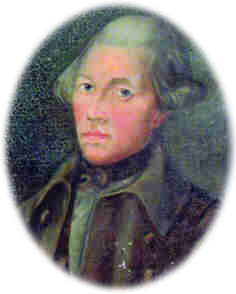
Peder Pedersen Aadnes

Peder Pederson Aadnes (Varianten des Familiennamens Aadnäs und Aadnaes; * 10. August 1739 auf Hof Odnes in Søndre Land (Oppland); † 20. Juni 1792 ebenda) war ein norwegischer Maler.

## Leben
Peder Aadnes, Sohn eines Bauern, bildete sich zuerst in den frühen 1750er Jahren beim norwegischen Maler Eggert Munch aus. Im Januar 1770 kam er nach Christiania (das heutige Oslo) und verdingte sich drei Monate als Lehrling bei dem dänischstämmigen Porträt- und Dekorationsmaler Niels Thaaning. Ältere Kunsthistoriker hatten eine von Aadnes zu Ausbildungszwecken in den Jahren 1770–73 unternommene Auslandsreise nach Kopenhagen, London und Sachsen vermutet; doch sein 1901 aufgefundenes, von 1768–84 reichendes eigenhändiges Rechnungsbuch zeigt, dass eine solche Reise nicht stattfand, der Künstler vielmehr in Norwegen blieb und noch 1770 wieder nach Odnes zurückkehrte. 1773 vermählte er sich mit Ingeborg Jonsdatter (* um 1753; † 1823), mit der er fünf Kinder hatte. Im gleichen Jahr, als er seine Hochzeit hielt, übernahm er den Hof seines Vaters. In der Folge bewirtschaftete er sein Familienanwesen, vernachlässigte aber daneben auch die Pflege seiner Kunst nicht. So bereiste er viele Höfe in Ostnorwegen, vor allem am Randsfjord gelegene, schuf dort Wanddekorationen und bemalte Möbel.
Ausgehend von der bodenständigen Rosenmalerei stand Aadnes auch unter den Einfluss der Rokoko-Malerei, und in seinem Werk vereinigen sich Volks- und Stadtkunst. Er dekorierte Möbel und Wände mit in schönem Kolorit gehaltenen Blumenmotiven (u. a. Rosen, Tulpen) und war damit ein Wegbereiter dieser Ornamentik in Ostnorwegen. Daneben bemalte er Wände auch mit Figuren und Landschaften, so 1768–76 auf Hof Thomle (heute im Lands Museum in Nordre Land), 1778 auf Hof Bjellum in Jevnaker (heute in Maihaugen in Lillehammer) sowie 1781 in Gladtveds Hotel in Hønefoss (1941 abgebrannt).
Ferner trat Aadnes als Porträtmaler hervor. Bereits 1770 hatte er den Justizrat Christopher Blix Hammer und den Theologen Andreas O. Hammer gezeichnet, wovon Jonas Haas im Folgejahr in Kopenhagen Kupferstiche schuf. Auch später malte er Porträts, so u. a. 1791 eines des Professors Hans Ström, das von S. A. Seehuusen gestochen wurde. Außerdem fertigte er Altarstücke an, so 1772 die Bekrönung des Altaraufsatzes in der Lunde-Kirche in Nordre Land und  1782 das Altarbild in der Hov-Kirche in Søndre Land.